# Ränni (vid Velkua, Nådendal)
Ränni är en ö i Finland. Den ligger i Skärgårdshavet vid Velkua i kommunen Nådendal i landskapet Egentliga Finland, i den sydvästra delen av landet. Ön ligger omkring 36 kilometer väster om Åbo och omkring 190 kilometer väster om Helsingfors.
Öns area är 2,7 hektar och dess största längd är 330 meter i nord-sydlig riktning.